# Taras Bulba (Erzählung)
Taras Bulba (russisch Тарас Бульба) ist eine Erzählung (Powest) des russischsprachigen Schriftstellers Nikolai Wassiljewitsch Gogol. Sie erschien im Jahr 1835 als Teil des Sammelbandes Mirgorod.

## Handlung
Die Erzählung spielt in der Ukraine in der ersten Hälfte des 17. Jahrhunderts und erzählt die Geschichte des alten Saporoger Kosaken Taras Bulba und seiner beiden Söhne, Andrej und Ostap, die an der Akademie in Kiew studiert haben und nun nachhause kommen, um sich später in der Saporoger Sitsch anderen Kosaken im Aufstand gegen Polen anzuschließen. Bulba wünscht sich, dass seine Söhne in echten Kriegen kämpfen und ist sogar dazu bereit, nur deshalb einen Streit anzuzetteln, als sich die besagten Polenaufstände ereignen. Bei der Belagerung von Dubno läuft sein Sohn Andrej wegen eines Mädchens zu den gegnerischen Polen über und wird daraufhin von Taras Bulba erschossen. Sein älterer Sohn Ostap wird im Getümmel der angerückten polnischen Verstärkung gefangen genommen, der verletzte Bulba selbst von einem Kameraden gerettet. Kaum willens, seinen Körper wieder zu Kräften kommen zu lassen, macht der nun einsame Vater sich auf die Suche nach seinem Sohn. Ein Wiedersehen mit dem Gefangenen scheitert, doch wohnt Bulba am nächsten Tag der grausamen Folter und Hinrichtung bei. In einer letzten Schlacht, nachdem die Polen Bulba gefasst haben, verbrennen sie ihn bei lebendigem Leibe. Mit letzter Kraft gelingt es ihm, seinen Kameraden eine Warnung zuzurufen, und sie damit zu retten.

## Verarbeitungen
Verfilmungen
- Taras Bulba, zweiteiliger deutscher Stummfilm aus dem Jahr 1924.
- Tarass Boulba, französischer Spielfilm von 1936.
- 1962 wurde der Roman mit Yul Brynner in der Titelrolle verfilmt.
- Taras Bulba, russischer Spielfilm von 2009.

Vertonungen
- Taras Bulba, Oper des ukrainischen Komponisten Mykola Lyssenko
- Taras Bulba, Rhapsodie für Orchester von Leoš Janáček

## Sonstiges

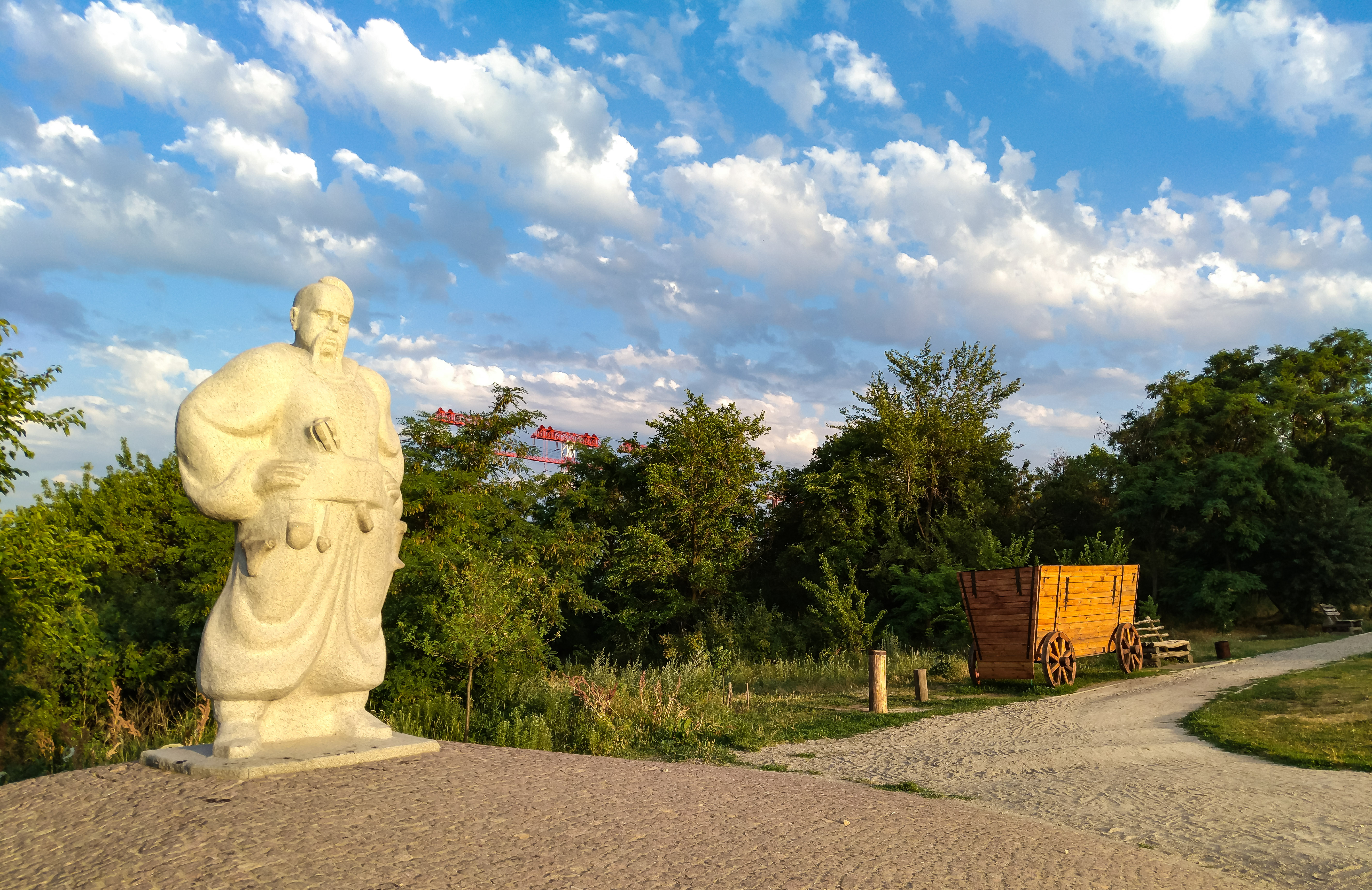
Taras-Bulba-Denkmal auf Chortyzja

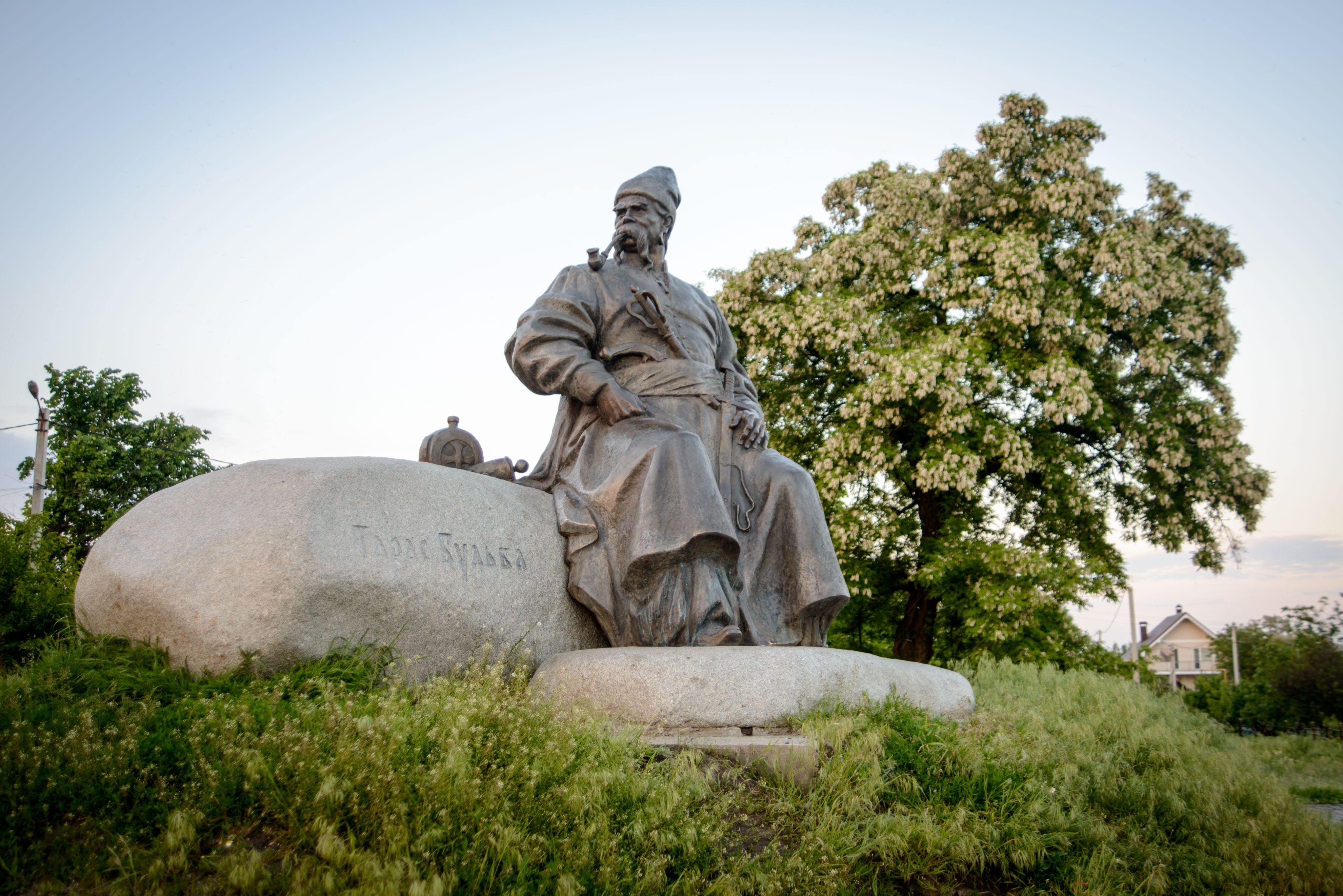
Taras-Bulba-Denkmal in Keleberda

- Am 14. Mai 2010 wurde auf der Insel Chortyzja in der ukrainischen Stadt Saporischschja ein Denkmal für Taras Bulba eröffnet[2]
- Im Dorf Keleberda bei Krementschuk befindet sich am Ufer des Dnepr ein Denkmal von Taras Bulba

## Ausgaben
- Nicolai Gogol: Taras Bulba. Novelle. Übertragen von Karl Nötzel. – Insel-Verlag: Leipzig o. J. [ca. 1920] (Reihe „Insel-Bücherei“).
- Nikolaus Gogol: Taras Bulba. Aus dem Russischen von Rudolf Kaßner. Mit 30 Holzschnitten von Karl Rössing. – Rikola Verlag: Wien 1922
- Nikolaus Gogol: Taras Bulba. Ein Kosakenroman. Deutsche Fassung von Franz Herwig. – Verlag Josef Kösel & Friedrich Pustet: Regensburg 1924.
- Nikolai Gogol: Taraß Bulba. Roman. Deutsch von Korfiz Holm. – Albert Langen/Georg Müller: München 1940.
- Nikolai Gogol: Taras Bulba. Übersetzung: Ilse Krämer. – Olten Hegner: Köln 1966.
- Nikolai Gogol: Taras Bulba. Übersetzung und Anmerkungen: Joseph Hahn. – Winkler: München 1981. ISBN 3-53806203-X